# António Joaquim Granjo

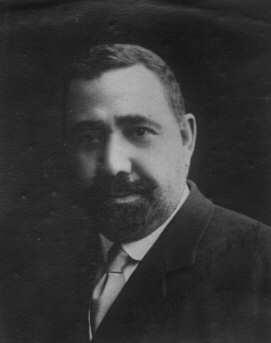
António Granjo

António Joaquim Granjo (* 27. Dezember 1881 in Chaves; † 19. Oktober 1921 in Lissabon) war ein portugiesischer Rechtsanwalt und Politiker. Er war während der Zeit der ersten Republik zweimal Regierungschef seines Landes.

## Leben
António Granjo war bereits seit seiner Jugend ein überzeugter Republikaner. Nach dem Sturz der Monarchie wurde er 1911 in die Verfassungsgebende Versammlung gewählt. Er kämpfte im Ersten Weltkrieg und schrieb später ein Buch über seine Kriegserfahrungen.
Nach der Ermordung des Sidónio Pais (14. Dezember 1918) bekämpfte er den monarchistischen Aufstand in Porto unter Paiva Couceiro. Im Jahr 1919 wurde er Bürgermeister seiner Heimatstadt Chaves und im gleichen Jahr für die Evolutionistisch-Republikanische Partei (PRE – Liberale) ins Parlament gewählt. Er setzte sich besonders für die Vereinigung seiner Partei mit den konservativen Unionisten ein, um den Demokraten, der alles beherrschenden Kraft während der ersten Republik, besser Paroli bieten zu können. Noch 1919 wurde die Fusion der beiden Parteien wirklich durchgeführt, es entstand die Liberal-Republikanische Partei (PLR), deren Vorsitzender Granjo wurde.
Granjo war Justizminister in der Regierung von Domingos Leite Pereira und vom 19. Juli bis 20. November 1920 zum ersten Mal Ministerpräsident seines Landes. In seine zweite Amtsperiode vom 30. August bis zum 19. Oktober 1921 fallen die tragischen Ereignisse der Lissabonner Blutnacht und seiner Ermordung.
Lissabon befand sich zu diesem Zeitpunkt weitgehend unter der Kontrolle der Nationalen Republikanischen Garde (Guarda Nacional Republicana), einer Elitetruppe, die nur begrenzt unter der Kontrolle der Regierung stand, sondern vielmehr von den Demokraten nahestehenden Offizieren geführt wurde. Nachdem Granjo versuchte, einen der Führer der Garde, Liberato Ribeiro Pinto, der auch einer seiner Vorgänger im Amt des Regierungschefs war, wegen verschiedener Vorfälle vor Gericht zu stellen, traf er auf entschiedenen Widerstand von Riberio Pinto. Dieser benutzte die Tageszeitung O mundo, a Imprensa da Manhã, um täglich scharfe Angriffe auf die Regierung Granjos durchzuführen. Am 19. Oktober rotteten sich schließlich Soldaten der Nationalen Republikanischen Garde zusammen, es bildete sich eine Junta unter der Führung des Hauptmanns Manuel Maria Coelho, der die Regierung für abgesetzt erklärte. Verzweifelt schrieb Granjo an Staatspräsident de Almeida: „Unter diesen Umständen befindet sich die Regierung in Lissabon ohne Mittel, um Widerstand zu leisten und sich zu verteidigen. Ich lege deshalb das Schicksal der Regierung in die Hände Eurer Exzellenz“. De Almeida nahm den Rücktritt der Regierung an, Granjo zog sich gegen zwei Uhr nachmittags in sein Privathaus zurück.
Im Laufe des Nachmittags und der frühen Abendstunden geriet die Situation in Lissabon immer mehr außer Kontrolle. Granjo fühlte sich zu Recht bedroht und flüchtete in das Haus von Francisco Pinto da Cunha Leal, einem befreundeten Politiker, von dem er wusste, dass er Sympathien unter den Aufständischen genoss. Bewaffnete Elemente drangen in das Haus von da Cunha Leal ein, um Granjo festzunehmen, dieser konnte sie jedoch daran hindern. Das Haus wurde daraufhin von Bewaffneten umstellt. Telefonische Hilferufe der Eingeschlossenen an die Führer der Aufständischen blieben ohne Erfolg. Schließlich erschien ein Marineoffizier, der anbot, Granjo an Bord des Kriegsschiffes Vasco da Gama zu begleiten, wo er sicher sei. Nachdem der Offizier sein Ehrenwort gegeben hatte, dass Granjo und da Cunha Leal nicht getrennt würden, bestiegen sie schließlich das bereitstehende Auto, das sie jedoch nicht zu dem Schiff, sondern in das Hauptquartier der Aufständischen brachte. Cunha Leal und Granjo wurden getrennt, Cunha Leal wehrte sich und wurde bei einem sich anschließenden Schusswechsel schwer verletzt. Granjo wurde erschossen. Ein Soldat der Nationalgarde stieß dem bereits tödlich verwundeten Ministerpräsidenten einen Säbel in den Bauch und rief aus: „Kommt, um zu sehen, welche Farbe das Blut des Schweines hat!“ („Venham ver de que cor é o sangue do porco!“)